# Peter Lewys Preston

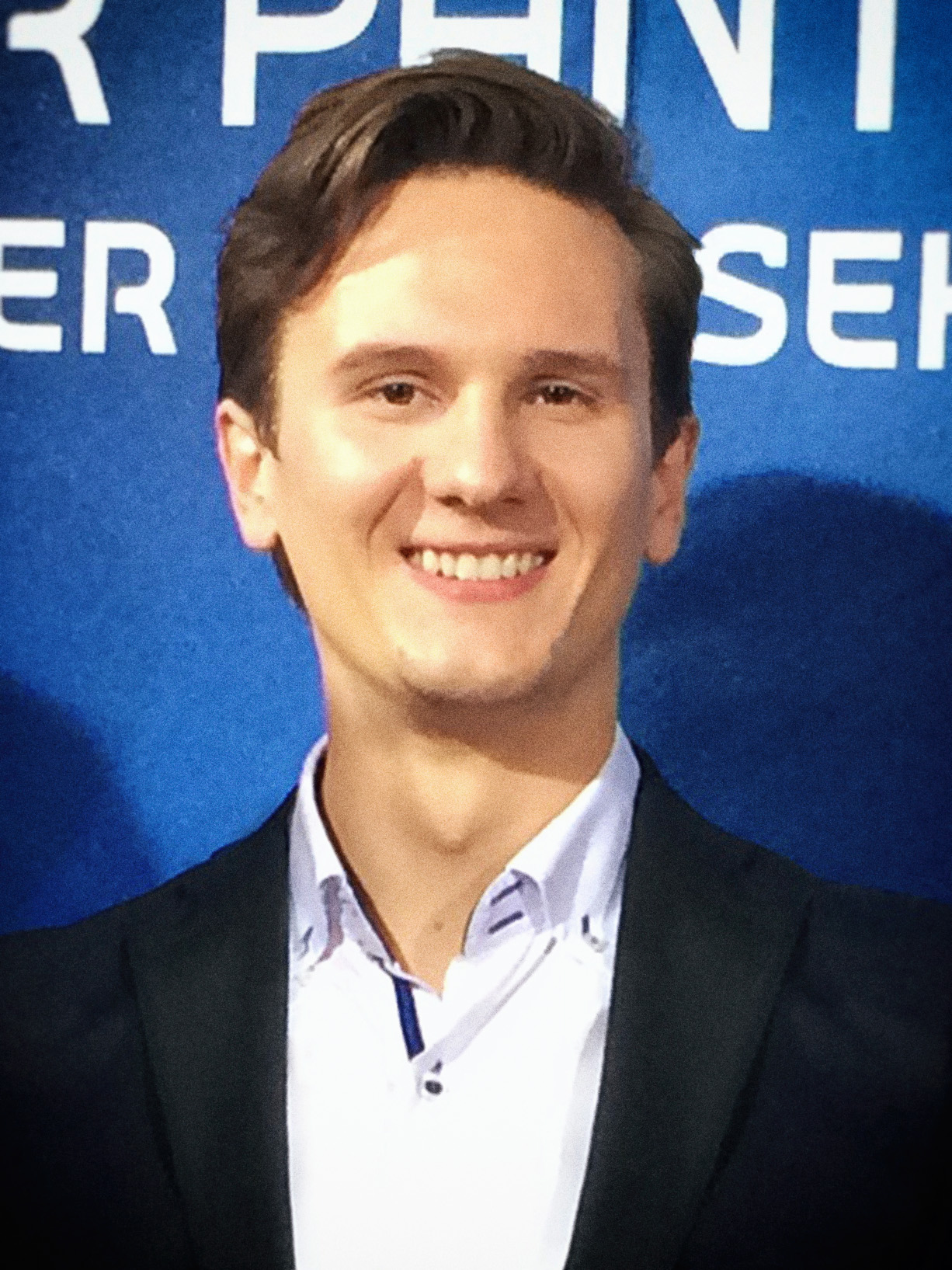
Peter Lewys Preston, 2015

Peter Lewys Preston (* 9. November 1990 in Herrenberg) ist ein deutscher Schauspieler und Sänger.

## Biografie
Peter Lewys Preston studierte an der Bayerischen Theaterakademie August Everding in München. Er gewann den Bundeswettbewerb Gesang Berlin zweimal in Folge (2013, 2015) und bekam 2013 den Sonderpreis der Stiftung „Jugend kulturell“, der u. a. mit einem Studienaufenthalt an der Shenandoah University in Virginia dotiert war. sowie 2010 den Sonderpreis des Deutschen Musikrats verliehen.
2013 spielte er den Christian de Neuvillette in Cyrano de Bergerac beim Bayerischen Rundfunk und die Rolle von Jimmy’s Mum in Kifferwahn am Staatstheater am Gärtnerplatz. Anschließend stand er in Shakespeares Was ihr wollt als Sir Christoph von Bleichenwang auf der Bühne, übernahm die Rolle des Robert Martin in The Drowsy Chaperone: Hochzeit mit Hindernissen und spielte Novecento: Die Legende des Ozeanpianisten am Prinzregententheater München. Im darauffolgenden Engagement war er u. a. als Dieter in der Uraufführung Io Senza Te am Theater 11 Zürich zu sehen und danach als Mortimer in King, Christopher Marlowes Königsdrama um Edward II.
2015 veröffentlichte er sein Debütalbum Reaching for Heaven mit eigenen Kompositionen. Abla Alaoui ist Gast-Sängerin bei zwei Titeln.
Konzerte gab er u. a. im Deutschen Theater München, Prinzregententheater München, Boulevardtheater Dresden, Hans-Otto-Theater Potsdam und im Friedrichstadtpalast Berlin.
Von 2016 bis 2018 war Lewys Preston festes Mitglied am Landestheater Linz. Dort übernahm er die Rolle des Rachmaninoff in der europäischen Erstaufführung von Dave Malloys Préludes, sowie Carl Bruner in der deutschsprachigen Premiere des Musicals Ghost – Nachricht von Sam. Darauf war er unter der Regie von Jan Radermacher als Jacob Grimm mit Jacob & Wilhelm bei den Grimm Festspielen in Hanau zu sehen.
Lewys Preston arbeitet auch für Film und Fernsehen. 2015 hatte er sein Kinodebüt unter der Regie von Marc Rothemund in Mein Blind Date mit dem Leben. Seither drehte er u. a. mit Regisseur Nikolaus von Stein das ARD Historien-Epos Louis van Beethoven und spielte an der Seite von Tobias Moretti und Cornelius Obonya eine der Hauptrollen.

## Theater
| Jahr    | Show                            | Rolle                           | Theater                       | Regie                  | Anmerkungen                            |
| ------- | ------------------------------- | ------------------------------- | ----------------------------- | ---------------------- | -------------------------------------- |
| 2024    | Liebe, Mord und Adelspflichten  | Montague „Monty“ Navarro        | Theater Plauen/Zwickau        | Cusch Jung             | Gentleman's Guide to Love and Murder   |
| 2024    | Knapp Daneben Ist Auch Vorbei   | Cosmé McMoon                    | Schlosspark Theater, Berlin   | Frank-Lorenz Engel     |                                        |
| 2023    | Once Upon A Mattress            | Königin Migräne                 | Prinzregententheater, München | Philipp Moschitz       |                                        |
| 2023    | Titanic                         | Wallace Hartley                 | Theater Osnabrück             | Ansgar Weigner         |                                        |
| 2023    | Pippin                          | Prinz Ludwig                    | Staatsoperette Dresden        | Simon Eichenberger     |                                        |
| 2023    | My Fair Lady                    | Oberst Hugh Pickering           | Staatsoperette Dresden        | Sebastian Ritschel     |                                        |
| 2023    | Glorious!                       | Cosmé McMoon                    | Schauspielbühnen Stuttgart    | Frank-Lorenz Engel     |                                        |
| 2022    | Welten                          | Peter                           | Deutsches Theater München     | Peter Lewys Preston    |                                        |
| 2022    | Casanova                        | Casanova (Alter Ego)            | Staatsoperette Dresden        | Sabine Hartmannshenn   |                                        |
| 2022    | Titanic                         | Charles Clarke, Wallace Hartley | Landestheater Linz            | Simon Eichenberger     |                                        |
| 2021    | Frankenstein                    | Victor Frankenstein             | Deutsches Theater München     | Paul Stebbings         | Uraufführung                           |
| 2021    | I Feel Love                     | Jean-Luc                        | Vereinigte Bühnen Bozen       | Andreas Gergen         | Uraufführung                           |
| 2021    | Jekyll & Hyde                   | Gabriel John Utterson           | Zeltpalast, Merzig            | Andreas Gergen         |                                        |
| 2019    | End of the Rainbow              | Mickey Deans                    | Zeltpalast, Merzig            | Andreas Gergen         |                                        |
| 2019    | Jacob & Wilhelm – Weltenwandler | Wilhelm Grimm                   | Grimm Festspiele, Hanau       | Jan Radermacher        | Uraufführung                           |
| 2018    | The 3rd Man                     | French Officer                  | Vereinigte Bühnen Wien        | Trevor Nunn            | Workshop/Stückentwicklung              |
| 2018    | Trick 7105                      | Sprecher                        | Münchner Kammerspiele         | Ayşe Güvendiren        |                                        |
| 2018    | Der Hase mit den Bernsteinaugen | Rudolf von Ephrussi             | Landestheater Linz            | Henry Mason            | Workshop/Stückentwicklung              |
| 2018    | Attentäter                      | Leon Czolgosz                   | Schauspielhaus Linz           | Evgeny Titov           |                                        |
| 2018    | Betty Blue Eyes – Magere Zeiten | Francis Lockwood                | Landestheater Linz            | Christian Brey         | Deutschsprachige Erstaufführung        |
| 2017    | Hochzeit mit Hindernissen       | Robert Martin                   | Die Theater Chemnitz          | Stefan Huber           |                                        |
| 2017    | Forever Young                   | Peter                           | Landestheater Linz            | Simon Eichenberger     |                                        |
| 2017    | Hairspray                       | Corny Collins                   | Landestheater Linz            | Matthias Davids        |                                        |
| 2017    | Romeo & Julia                   | Tybalt                          | Black Box Music, Berlin       | Stefan Huber           |                                        |
| 2017    | On the Town                     | Gabey                           | Landestheater Linz            | Matthias Davids        | mit dem Brucknerorchester Linz         |
| 2017    | Ghost – Nachricht von Sam       | Carl Bruner                     | Landestheater Linz            | Matthias Davids        | Deutschsprachige Erstaufführung        |
| 2017    | Préludes                        | Rachmaninoff                    | Landestheater Linz            | Johannes v. Matuschka  | Europäische Erstaufführung             |
| 2016    | The Full Monty                  | Teddy Slaughter, Reg            | Landestheater Linz            | Alexandra Frankmann    |                                        |
| 2016    | In 80 Tagen um die Welt         | Brickass, Florestan             | Landestheater Linz            | Matthias Davids        | Uraufführung                           |
| 2016    | King – Edward II.               | Mortimer                        | Prinzregententheater, München | Frieder Kranz          |                                        |
| 2015    | Io Senza Te                     | Dieter (u/s)                    | Theater 11, Zürich            | Stefan Huber           | Uraufführung                           |
| 2015    | Novecento – Legend of 1900      | Tim Tooney                      | Prinzregententheater, München | Peter Lewys Preston    | Novecento – Legende des Ozeanpianisten |
| 2015    | The Drowsy Chaperone            | Robert Martin                   | Prinzregententheater, München | Stefan Huber           |                                        |
| 2014    | Io Senza Te                     | Dieter                          | Casinotheater, Winterthur     | Stefan Huber           | Workshop/Stückentwicklung              |
| 2014    | Was ihr wollt                   | Christoph v. Bleichenwang       | Prinzregententheater, München | Frieder Kranz          |                                        |
| 2014    | Jason looks confused            | Alex                            | SU – Shingleton, Winchester   | Bridget Doherty        |                                        |
| 2014    | Kifferwahn                      | Jimmy’s Mum, Jack (u/s)         | Staatstheater am Gärtnerplatz | Ricarda Ludigkeit      | Deutschsprachige Erstaufführung        |
| 2013    | Cyrano de Bergerac              | Christian de Neuvillette        | BR Studiobühne, München       | Wolfgang Aschenbrenner | Bayerischer Rundfunk                   |
| 2013    | Dracula                         | Quincey (u/s)                   | Prinzregententheater, München | Nina Kühner            |                                        |
| 2013    | Project B                       | Komponist                       | Akademietheater, München      | Till Kleine-Möller     | Radikal Büchner                        |
| 2007/08 | Zaïde                           | Osmin (u/s)                     | Staatsoper Stuttgart          | Florentine Klepper     | Junge Oper d. Staatsoper Stuttgart     |

## Filmografie
- 2015: Volles Risiko (TV) [R: Peter Spielmann]
- 2016: Ohne Sie. (Kurzfilm) [R: Martina Sochor]
- 2016: Das ist Wahnsinn (TV) [R: Andy Klein]
- 2017: Der Philosoph (Kurzfilm) [R: Peter Lewys Preston]
- 2017: Mein Blind Date mit dem Leben (Spielfilm) [R: Marc Rothemund]
- 2018: Mit Herz und Seele (Kurzfilm) [R: Sabrina Butz]
- 2019: Weltenwandler [R: Jan Radermacher]
- 2019: Straight Up Berlin (Sitcom) [R: Jirko Krah]
- 2020–2021: Sturm der Liebe (Fernsehserie)
- 2020: Louis van Beethoven (Fernsehfilm) [R: Niki Stein]
- 2021: Blutige Anfänger (TV) [R: Irina Popow]
- 2022: Der Taunuskrimi: Muttertag (Filmreihe)
- 2022: Europas tödlichste Grenze (Dokumentarfilm) [R: Oliver Halmburger]
- 2022: Alles Was Zählt (Fernsehserie)
- 2022: Triff... Die Brüder Grimm (Filmreihe) [R: Volker Schmidt-Sondermann]
- 2023: Ich bin! Margot Friedländer (Spielfilm) [R: Raimond Ley]

## Synchron & Voice Over

### Filme
- 2019: Jesse Moss (als Austin) in Weihnachten in Blue Ridge Mountain
- 2019: Christopher Dylan White in Vox Lux
- 2019: John Weselcouch (als Dr. Spaulding) in Summer '03
- 2020: Robert Markus (als Rliey Lions) in Weihanchtswünsche für den Chef
- 2022: Chris Grabher (als Vincent) in Raymond & Ray
- 2022: Iwan Rheon (als Papageno - Gesang) in The Magic Flute
- 2023: Christopher (als Elliott) in A Beautiful Life
- 2023: Mathew Baynton (als Felix Fickelgruber - Gesang) in Wonka

### Serien
- 2019: James Patrick Stuart (als Maisdieb) Disney Amphibia
- 2019: Matthew Mercer (als Chad Bandervlad) Disney Amphibia

- 2020: Anoop Desai (als Ravi) in Little Voice
- 2020: Jonny Rios (als Antonio Valens) in Bosch
- 2020: Taylor Trensch (als Archibald) in Archibalds große Pläne
- 2020: Ro Manning (als Dougie Werewolf) in What We Do in the Shadows
- 2020: Alec Kirazian (als Liam) in The Blacklist
- 2020: Gregory Connors in The Blacklist
- 2021: Will Collyer (als Melody) in Do, Re & Mi
- 2021: Robbie Daymond (als Ferris Flamingo) in Do, Re & Mi
- 2021: Jack McBrayer (als Jack) in Hallo Jack, Zeit für Freundlichkeit
- 2022: Kanja Chen (als Pogey Fraggle) in Die Fraggles: Back to the Rock

### Hörbuch
- 2014: Sir Christoph von Bleichenwang in Was Ihr Wollt
- 2019: Erzähler in Zwischenraum

## Diskografie
- 2015: Reaching for Heaven (Album), PTRecords
- 2017: Here Right Now (Unplugged) (Single), PTRecords
- 2017: Ghost – Nachricht von Sam (Album; deutschsprachige Aufnahme des Musicals), HitSquad Records
- 2018: Betty Blue Eyes (Album; Original Linz Cast), PlanetM
- 2019: Wahre Magie (Single), PTRecords
- 2019: Who I Am (Single), PTRecords
- 2019: Weltenwandler (Album; Original Cast), Grimm Festspiele Hanau
- 2021: Fly Me to the Moon feat. Jennifer Siemann (Single), PTRecords
- 2022: Louder Than Words (Single), PTRecords
- 2023: Finding Neverland (Single), PTRecords

## Auszeichnungen
- 2010: Jugend Musiziert – Sonderpreis des Deutschen Musikrat
- 2010: Jugend Musiziert – 2. Bundespreis (Pop Gesang)
- 2011: Nominierung der London Song Company für Beste Komposition
- 2013: Bundeswettbewerb Gesang – Preis des „Deutschen Bühnenvereins“ für beste Szene
- 2013: Jugend Kulturell – Sonderpreis
- 2015: Bundeswettbewerb Gesang – Preis der BDG – Stiftung Gesang
- 2019: Nominierung für den Deutschen Musical Theater Preis als Bester Darsteller in einer Hauptrolle[12]